# Valencia (Colombia)
Valencia es un municipio de Colombia, situado en el departamento de Córdoba, al norte del país. Fundado en 1917 y se convirtió en municipio en 1931. El municipio es un importante centro maderero, ganadero y agrícola del departamento.

## Toponimia
En una noche de verano los primeros colonos no se colocaban de acuerdo de como llamar este lugar, entonces decidieron que la primera canción que se escuchaba al encender la radio iba a ser el nombre. Con fervor escucharon la canción "Valencia" del español José Padilla y su bella letra inspiraron para llamar a este lugar de departamento con el nombre de la ciudad española a orillas del mar mediterráneo.

## Geografía
Valencia se ubica al sur del departamento de Córdoba a una distancia de 90 kilómetros de la capital del departamento (Montería), a unos 15 kilómetros del municipio de tierra-alta y a 50 kilómetros de la hidroeléctrica Urra. La cabecera municipal está situada cerca al Río Sinú con 8° 16´ de latitud norte y 76° 9´ de longitud al oeste del meridiano de Greenwich. Tiene 130 metros sobre el nivel del mar y su temperatura promedio es de 28 °C.
Valencia es un municipio, de grandes sabanas, donde sus gentes se confunden con el paisaje al ritmo de la cumbia, el porro y el vallenato, mientras trabajan en el campo.
Tierra de coloridas frutas, que decoran la región, como la Papaya, el Mango, el níspero, el zapote, la guanábana, e inundan con su sabor el paladar de propios y visitantes, sus gentes personas de alta nobleza, y humildad, enriquecen esta tierra, la llenan y transforman día a día, luchan y ponen de sí para hacer de Valencia el municipio que se quiere mostrar.
Valencia desea que sus visitantes conozcan los diversos sitios que hay en esta tierra como El volcán, Quebrada las Piedras.

### Clima
El municipio está localizado sobre el piso térmico cálido a una altitud promedio de 60 metros sobre el nivel del mar, con una temperatura promedio de 30 °C, característico de un clima cálido semihúmedo influenciado por los vientos Alisios del Norte, con una topografía variada que se desenvuelve entre la Serranía de Abibe y el Valle del Sinú, bañada en la parte norte por el río del mismo nombre.

### Hidrografía
La mayor fuente hidrográfica del Municipio de Valencia es el Río Sinú ya que hace parte de la Cuenca Alta de éste, encontrándose ubicado en la margen izquierda del mismo; además, su aspecto hidrográfico lo constituyen las microcuencas de Jaraguay, El Pirú, Aguas Prietas, Los Pescados y Tinajones.
En las temporadas de fuerte verano, algunas de estas microcuencas se secan totalmente en su lecho y otras conservan aguas estancadas en algunos tramos de su recorrido.

## División Político-Administrativa
Su Cabecera municipal, se encuentra dividido en los barrios: Acción Social, Alfonso López, Bijagual, Buenavista, Buenos Aires, Centro, El Milagro, El Paraíso, El Rosario, Jaraguay, La Cooperativa, La Cruz, Las Marías, Las Palmitas, Las Piedras, Marsella, Nazaret, Ospina Pérez, Puerto Rico, San José, San Nicolás, San Marcos, San Pablo, 6 de Enero, 20 de Enero, Villa Liney, Villa Prada y Villa Rita.
Valencia tiene bajo su jurisdicción los siguientes Centros poblados:
- El Reposo
- Guadual Central
- Jericó
- La Libertad
- Las Nubes
- Manzanares
- Mata de Maíz
- Mieles Abajo
- Río Nuevo
- San Rafael
- Santo Domingo
- Villanueva.

Además, de 104 veredas.

## Historia
Para inicios del siglo XX, un grupo de aguerridos aventureros penetraron desde la Ciudad de Montería hasta la parte alta del río Sinú, utilizando como vía de acceso esta arteria fluvial. En su recorrido fueron formando asentamientos humanos entre los cuales varios alcanzaron un auge poblacional y se constituyeron en importantes sitios de embarque entre estos se señalan: Las Palomas, Guasimal, Volador, Barú, Tierralta, Callejas y Río Nuevo, de este último en el año 1917 un grupo de hombres encabezados por Catalino Gulfo Hernández, se internaron en la selva, abriendo trochas que más tarde fueron ampliadas y prolongadas hasta los Valles del río San Juan en Antioquia por compañías madereras norteamericanas como la Casa EMERY y otras que explotaron indiscriminadamente gran parte de este recurso natural en toda la región.
El encanto de la topografía, las riquezas de los suelos y la gran variedad de especies nativas de la región, embrujaron a Catalino Gulfo y a su gente, los cuales tenían como principal actividad económica la extracción de Látex de caucho y la explotación de Ipecuacana o Raicilla muy abundantes en la zona. Este hecho permitió que a lo largo de la trocha desde el Puerto de Río Nuevo hasta la parte alta de la Serranía de Abibe y a los lados de la misma se fueran estableciendo asentamientos humanos que en poco tiempo alcanzaron un crecimiento poblacional como fruto de las llegadas de nuevas familias atraídas por las riquezas de la región.
Estas familias procedentes inicialmente de los municipios de Montería, San Carlos, Cereté, Ciénaga de Oro, Pelayo, Lorica, Sahagún, Sincelejo, Cartagena, entre otras, formaron a partir de 1920, los centros poblados de Bijagual, Valencia, Las Piedras, Nicaragua, El Pilón, Mata de Maíz, San Pedro de Urabá, etc. El Centro poblado de Valencia, que hoy se constituye como Cabecera Municipal que lleva el mismo nombre fue poblado inicialmente por los Señores: Catalino Gulfo Hernández, Manuel Díaz, Ambrosio Ibarra, Manuel Calle, Daniel Berrio, Eva y Leovigildo Caro, Julio Pacheco Zarante, Juan Pacheco González, Francisco y Julio Doria, Salvador Agamez, Marcos Yánez, Pedro Salcedo, Marciana Pereira e Inés Padilla entre otros.

## Demografía
Según el último censo a 29 de enero de 2007 Valencia cuenta con 36.074 habitantes, distribuidos de la siguiente forma:
Hombres: 18.542.
Mujeres: 17.532
Cabecera Municipal: 16.494.
Área rural: 19.580.
Cabecera Municipal: hombres: 8.085.
Cabecera Municipal: mujeres: 8.409.
Rural hombres: 10.457
Rural mujeres: 9.123

## Cultura
Para el primer trimestre del año se celebran las fiestas en corralejas con 5 tardes donde se desarrollan corridas de toros, fandangos y bailes típicos de la región. Las fiestas patronales en honor a la virgen del rosario patrona de los valencianos se celebra en el mes de octubre 
En Valencia, nacieron reconocidas figuras de la cultura, como los escritores Juan Carlos Urango, José Gómez, Orlando Benítez; y destacados deportistas como los boxeadores Álvaro Bohórquez, Bernabé Díaz, Ignacio Julio, y la softbolista Janey Peñata.

## Recursos naturales
Cuenta con una variedad de animales nativos y con una gran conservación de chigüiros e iguanas, loros y entre otros.
Es un suelo rico en distintas especies de flora por eso se caracteriza en ser un municipio rico en madera. Los árboles maderables que más se encuentran en este municipio son el Roble, cedro, Campano y una variación de árboles nativos.

## Sitios recreacionales y turísticos

### Volcán de lodo
El principal lugar turístico es el volcán de lodo que está ubicado en la vía al corregimiento de Jaraguay en la vereda Cachacos perteneciente a este corregimiento, a unos 7 kilómetros del perímetro urbano en el pico de la cima desde donde se inician los valles del Sinú. Desde este lugar se observa la panorámica del municipio de Valencia.

## Transporte
Uno de los medios de transporte más utilizados es la motocicleta que desde finales del año 1997 desplazó casi en su totalidad a los automóviles como medio de transporte familiar. Algunos campesinos sacan sus productos a lomo de burros y mulas hasta donde lleguen los camiones a recogerlos y finalmente trasportarlos hasta los centros de acopios.
En lo que tiene que ver con el transporte interdepartamental, hay varias empresas que prestan el servicio, transportando al personal hacia la capital de Córdoba y otros Municipios del Departamento, de igual forma hacia algunos Municipios de Antioquia como San Pedro, Apartadó y Turbo.

## Estructura organizacional municipal
| Valencia     | Valencia    | Valencia                   |
| Departamento | Código DANE | Categoría municipal (2023) |
| ------------ | ----------- | -------------------------- |
| Córdoba      | 23855       | Sexta                      |

- Personería: Es un centro del Ministerio Público de Colombia que ejerce, vigila y hace control sobre la gestión de las alcaldías y entes descentralizados; velan por la promoción y protección de los derechos humanos; vigilan el debido proceso, la conservación del medio ambiente, el patrimonio público y la prestación eficiente de los servicios públicos, garantizando a la ciudadanía la defensa de sus derechos e intereses.

El actual Personero municipal es José Ricardo Chisco Moreno (2024-2027).
- Concejo Municipal: Es la suprema autoridad política del municipio. En materia administrativa sus atribuciones son de carácter normativo. También le corresponde vigilar y hacer control político a la administración municipal. Se regulan por los reglamentos internos de la corporación en el marco de la Constitución Política Colombiana (artículo 313) y las leyes, en especial la Ley 136 de 1994 y la Ley 1551 de 2012.

Constituido por 11 concejales por un periodo de 4 años.
- Alcaldía Municipal: En esta se encuentra la administración municipal y las entidades descentralizadas del municipio.

El Alcalde se pronuncia mediante decretos y se desempeña como representante legal, judicial y extrajudicial del municipio. El actual Alcalde municipal es Ángel Suárez (2024-2027), elegido por voto popular.
- 'JAL'.

## Servicios públicos
- Energía Eléctrica: Afinia, del grupo EPM, es la empresa prestadora del servicio de energía eléctrica.
- Gas Natural: Surtigas es la empresa distribuidora y comercializadora de gas natural en el municipio.